# Casata di Borgogna
La Casata di Borgogna (in francese: maison de Bourgogne, in portoghese: Casa de Borgonha), o Casata maggiore di Borgogna, fu una famiglia nobile francese derivata dalla casata reale dei Capetingi. Essa è distinta dalla Casata di Valois-Borgogna, anche se entrambe discendono da re Roberto II di Francia e sono dunque di stirpe capetingia.
Trasse origine da Roberto I di Borgogna, figlio minore di Roberto II di Francia.
La casata governò il Ducato di Borgogna dal 1032 al 1361. La linea principale della dinastia si estinse nel 1361 con la morte del duca Filippo I di Borgogna. Il suo ducato venne ereditato da Giovanni II di Francia la cui madre era per l'appunto un membro della casata di Borgogna, e pertanto il ducato passò ai Valois, all'epoca casata regnante in Francia.
Membri notabili della linea principale della Casata di Borgogna furono:
- Roberto I di Borgogna
- Enrico di Borgogna, conte del Portogallo
- Ugo III di Borgogna
- Oddone IV di Borgogna
- Margherita di Borgogna, prima moglie di Luigi X di Francia
- Giovanna la Zoppa, prima moglie di Filippo VI di Francia
- Filippo I di Borgogna

## Il ramo portoghese
La casata portoghese di Borgogna fu un ramo cadetto portoghese della casata regnante in Borgogna, fondato da Enrico di Borgogna nel 1093. La sua casata si estinse alla morte di re Ferdinando I del Portogallo nel 1383.

## Genealogia

### Casata di Borgogna
- Roberto II di Francia (972–1031)
  - Ugo Magno (1007–1025)
  - Enrico I di Francia (1008–1060)
    - Capetingi

  - Roberto I di Borgogna (1011–1076)
    - Ugo (1034–1060)
    - Enrico di Borgogna (1035–1066)
      - Ugo I di Borgogna (1057–1093)
      - Oddone I di Borgogna (1058–1103)
        - Ugo II di Borgogna (1084–1143)
          - Oddone II di Borgogna (1118–1162)
            - Ugo III di Borgogna (1148–1192)
              - Oddone III di Borgogna (1166–1218)
                - Ugo IV di Borgogna (1213–1272)
                  - Oddone di Nevers (1230–1269)
                  - Giovanni, conte di Charolais, signore di Borbone (1231–1268)
                  - Roberto II di Borgogna (1248–1306)
                    - Giovanni (1279–1283)
                    - Ugo V di Borgogna (1294–1315)
                    - Oddone IV di Borgogna (1295–1349)
                      - Filippo (1323–1346), conte d'Alvernia
                        - Filippo I di Borgogna (1346–1361)

                      - Giovanni (1325–1328)

                    - Luigi, re di Tessalonica (1297–1316)
                    - Roberto, conte di Tonnerre (1302–1334)

                  - Ugo, signore di Montréal e visconte di Avallon (1260–1288)

              - Alessandro, signore di Montagu (1170 † 1205)
                - Signori di Montagu

              - Ghigo VI del Viennois (1184 † 1237)
                - Ghigo VII del Viennois (1225–1270)
                  - Giovanni I del Viennois (1264–1282)
                  - Andrea (1267-d.1270)

                - Giovanni (1227–1239)

          - Gualtiero, arcivescovo di Besançon (1120–1180)
          - Ugo il Rosso, signore di Navilly (1121–1171)
            - Guglielmo

          - Roberto, vescovo di Autun (1122–1140)
          - Enrico, signore di Flavigny, vescovo di Autun (1124–1170)
          - Raimondo, signore di Grignon e Montpensier (1125–1156)
            - Ugo (1147–1156)

        - Enrico (1087–1131)

      - Roberto, vescovo di Langres (1059–1111)
      - Reginaldo, abate di Saint-Pierre de Flavigny (1065–1092)
      - Enrico di Borgogna, conte del Portogallo (1066–1112)
        - Casa portoghese di Borgogna

    - Roberto (1040–1113)
    - Simone (1044–1088)

  - Oddone Odo (1013–c.1056)

### Ramo dei Montagu
- Alessandro, signore di Montagu (1170 † 1205)
  - Eudes I, signore di Montagu (1196–1245)
    - Alessandro II, signore di Bussy (1221–1249)
    - Guglielmo  I, signore di Montagu (1222–1300)
      - Alessandro III, signore di Sombernon (1250–1296)
        - Stefano I, signore di Sombernon (1273–1315)
          - Stefano II, signore di Sombernon (1296–1339)
            - Guglielmo II, signore di Sombernon (1320–1350)
              - Giovanni, signore di Sombernon (1341–1410)
                - Caterina, signora di Sombernon e Malain (1365-d. 1431)

              - Pietro, signore di Malain (1343–1419)

            - Pietro I, signore di Malain (1322-)
              - Stefano, sacerdote (1345–1367)

            - Ugo, monaco (1324-d. 1359)

          - Filiberto I, signore di Couches (1300-d. 1362)
            - Ugo di Montagu, signore di Couches (1325-)
              - Giovanni de Montagu, (1346–1382)
              - Filiberto II, signore di Couches (1348–1406)
                - Giovanni II, signore di Couches (1380-d. 1435)
                  - Claudio, signore di Couches (1404–1471)

                - Odot (−1406)

              - Ugo (1351-d. 1380)
              - Alessandro, abate di Flavigny (−1417)

        - Guglielmo (1276-d. 1313)
        - Eudes, signore di Marigny-le-Cahouet (1290–1349)
          - Gerardo, signore di Montoillot (1332-d. 1367)
            - Giovanni, signore di Montoillot (1363-d. 1410)
            - Oudot (1365–1400)

          - Guglielmo, signore di Marigny (1335-d. 1380)

      - Odoardo, signore di Montagu (1264-d. 1333)
        - Enrico, signore di Montagu (1306–1349)
        - Odoardo, monaco a Reims (1312–1340)

    - Filippo, signore di Chagny (1227-d. 1277)
    - Gaucher, signore di Jambles (1230-d. 1255)
    - Eudes, signore di Cortiambles (1231-d. 1255)

  - Alessandro, vescovo di Chalon-sur-Saône (1201–1261)
  - Gerardo, signore di Gergy (1203-d.1222)

## Stemmi

Duchi di Borgogna
Borgogna-Montagu
Borgogna-Viennois
Borgogna-Portogallo